# نيقولاي بترونين
نيقولاي بترونين (بالروسية: Николай Юрьевич Петрунин، ولد في 27 فبراير 1976 - 12 أكتوبر 2022) سياسي روسي ونائبًا لدوما الدولة السابع والثامن. في عام 2005 حصل على درجة مرشح العلوم في الاقتصاد.
بعد تخرجه من جامعة ولاية فلاديمير عمل بترونين في المنظمات التجارية. من عام 1993 إلى عام 2015 كان بترونين مديرًا لمجموعة شركات ستيكلو غاز. في 18 سبتمبر 2016 انتخب نائبًا لمجلس الدوما السابع. في سبتمبر 2021 أعيد انتخابه لمجلس الدوما الثامن من دائرة تولا أوبلاست.
كان أحد أعضاء مجلس الدوما الذي عاقبته وزارة الخزانة الأمريكية في 24 مارس 2022 ردًا على الغزو الروسي لأوكرانيا عام 2022.
توفي بترونين في أكتوبر 2022، على الأرجح من الآثار طويلة المدى للعدوى بفيروس السارس.

## الجوائز
- وسام وسام الاستحقاق للوطن.